# Scorpaenodes muciparus
Scorpaenodes muciparus är en fiskart som först beskrevs av Alcock, 1889.  Scorpaenodes muciparus ingår i släktet Scorpaenodes och familjen Scorpaenidae. Inga underarter finns listade i Catalogue of Life.